# Vela Solina
Vela Solina (također poznato pod imenama Veliko jezero i Velo Blaco) je slano jezero i kriptodepresija u Hrvatskoj. Nalazi se u blizini grada Šibenika, konkretno sela Zablaće. Površina iznosi 0,627 km2. U jezeru je ljekovito blato. Ovdje živi srebrni vivak (Pluvialis squatarola) i riđa sprutka (Calidris ferruginea). U jezeru se nalazi otočić, koji je mostom povezan s kopnom.